# Marco Sandy
Marco Antonio Sandy Sansusty (Cochabamba, 29 agosto 1971) è un allenatore di calcio ed ex calciatore boliviano.

## Caratteristiche tecniche
Giocava come difensore centrale; poteva anche ricoprire il ruolo di libero. Il suo punto di forza era il gioco aereo, che gli permise di realizzare diverse reti nel corso della sua carriera.

## Carriera

### Club
Inizia la carriera nel 1990, nel Club Bolívar, dove rimane fino al 1995, anno nel quale passa agli spagnoli del Real Valladolid, dove gioca solo 4 partite nella stagione 1995-'96. Nel 1996 torna al Bolívar, dove gioca fino al 1998 vincendo il titolo del 1997.
L'anno seguente va in Argentina, al Gimnasia (J), raggiungendo un altro nazionale boliviano che gioca nel club, Óscar Carmelo Sánchez.
Nel 2000 se ne vanno entrambi, Sánchez al The Strongest e Sandy al Bolívar, dove l'altro calciatore boliviano lo raggiunge nel 2001. Nel 2001-2002 Sandy gioca la sua ultima stagione all'estero, ai messicani del Tampico Madero.
Dal 2002 al 2006 gioca nel Bolívar, raggiungendo la finale della Copa Sudamericana 2004, perdendola. Nel 2006 annuncia il suo ritiro.

### Nazionale
Con la nazionale di calcio boliviana Sandy esordisce nel 1993, rimanendoci per 13 anni totalizzando 93 presenze, che è stato record della nazionale prima di venire superato da Luis Cristaldo, segnando 6 volte.

## Palmarès

### Club

#### Competizioni nazionali
- Campionato boliviano: 7

Bolívar: 1991, 1992, 1994, 1997, 2002, Apertura 2004, 2005 AD, Clausura 2006